# Hollander (konijn)

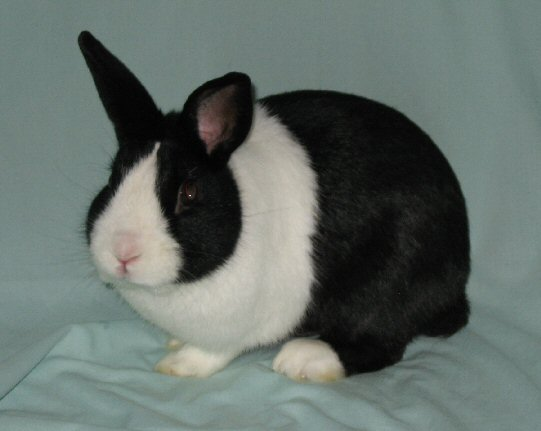
Hollander

De hollander is een van de oudste konijnenrassen. Het is een Engels ras, maar de verre voorouders komen uit Nederland en het noorden van België, waar ze werden gefokt onder de naam brabander. Brabanders werden geëxporteerd naar Engeland waar liefhebbers de hollander fokten zoals we die nu kennen.

## Kenmerken
Een hollander heeft een witte bles, witte voorhand en witte achtervoetjes. De meest voorkomende vachtkleur is zwart maar er zijn ook andere goedgekeurde kleuren. Het is moeilijk om goed getekende hollanders te fokken. Soms komen hollanders voor met lichtblauwe ogen wat ongewenst is. Het bovengewicht van de hollander is in Nederland 2,75 kg, internationaal is het gewicht van de hollander niet gelijk.